# Fagner
Raimundo Fágner Cândido Lopes Fares (Orós, Ceará, Brasil, 13 de octubre de 1949) es un cantante, compositor, instrumentista, brasileño, conocido artísticamente como Fágner o Raimundo Fágner.
El más joven de cinco hijos de José Fares Haddad Lupus, inmigrante libanés, y Dona Francisca Cândido Lopes, Fágner nació en la capital, Fortaleza, aunque fue registrado en el municipio de Orós. 

## Trayectoria artística
Fágner se traslada a vivir a Brasília en 1971, clasificándose en primer lugar en el Festival de Música Popular del Centro de Estudos Universitários de Brasília con "Mucuripe" (con Belchior). En el mismo festival, recibió mención honorífica y premio como mejor intérprete con "Cavalo Ferro" y sexto lugar con el tema "Manera Fru Fru, Manera". A partir de entonces, Fágner consigue despertar la atención del Sudeste, siendo sus canciones intensamente ejecutadas en bares de la capital del país. También en 1971 fue a Río de Janeiro, donde Elis Regina grabó "Mucuripe", que se convirtió en el primer éxito de Fagner como compositor y también como cantante, después grabó la misma música en un compacto de la serie Disco de Bolso, que en la otra cara, llevaba a Caetano Veloso interpretando "A Volta da Asa Branca".

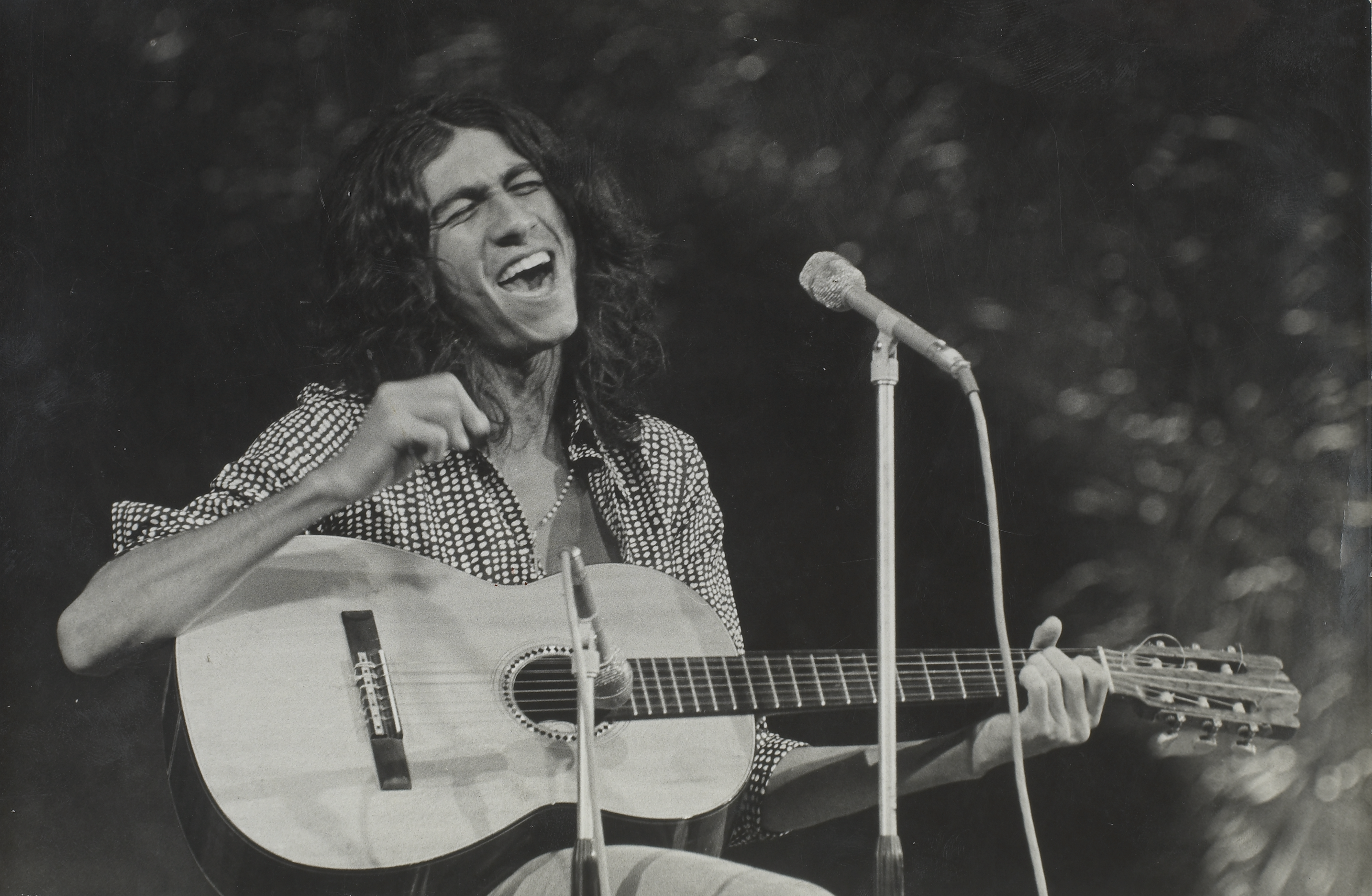
Fagner, 1973.

Mediados la década de 1970 tuvo gran éxito con varias canciones, el primer LP, Manera Fru Fru, Manera, se edita en 1973 por Philips, incluyendo "Canteiros", música sobre poesía de Cecília Meireles, cuyo nombre el cantante no incluyó en los créditos, y se retiró el disco de circulación. Este hecho se repite cinco años después, con el elepé Eu Canto - Quem Viver Chorará (1978) con otro poema de Cecília - "Motivo", también musicado por Fágner sin los créditos de la poetisa. Los dos discos fueron relanzados posteriormente sin la inclusión de esos temas.
Fágner compuso la banda sonora de la película "Joana, a Francesa", que le llevó Francia, donde tomó clases de violín flamenco y canto. De vuelta en Brasil, lanza otros LP en la segunda mitad de los años 70, combinando um repertorio romántico a partir de Raimundo Fágner, de 1976, com una línea regional de su trabajo. Al mismo tiempo graba músicas de sambistas, como "Sinal Fechado", de Paulinho da Viola. Otros trabajos, como Orós, disco con arreglos y dirección musical de Hermeto Pascoal, demuestran una actitud más vanguardista y menos preocupada con el éxito comercial. En las décadas de 1980 y 1990, sus discos se dividen entre lo romántico y lo nordestino, incluyendo canciones en telenovelas y convirtiéndose Fágner en un cantante conocido en todo el país, intérprete y compositor de enormes éxitos, como "Ave Nocturna" (con Cacá Diegues), "Astro Vagabundo" (con Fausto Nilo), "Última Mentira" (con Capinam), "Asa Partida" (con Abel Silva), "Corda de Aço" (con Clodô), "Cavalo Ferro" (con Ricardo Bezerra), "Fracassos", "Nocturno", "Revelação" (Clodô/Clésio) "Pensamento", "Guerreiro Menino" (Gonzaguinha), "Deslizes" (Sullivan/Massadas) y "Borbulhas de Amor" (Juan Luis Guerra).
En 1986 graba el disco Sinceramente teu con canciones del cantautor español Joan Manuel Serrat, conjuntamente con María Bethania, Gal Costa, Caetano Veloso, Toquinho y el propio Serrat.

## Discografía
- 1973 - Manera Fru Fru, Manera
- 1975 - Ave Noturna
- 1976 - Raimundo Fágner
- 1977 - Orós
- 1978 - Eu Canto - Quem Viver Chorará
- 1979 - Beleza
- 1980 - Eternas Ondas
- 1981 - Traduzir-se
- 1981 - Raimundo Fágner Canta en Español
- 1982 - Sorriso Novo - Qualquer Música
- 1983 - Palavra de Amor
- 1984 - A Mesma Pessoa - Cartaz
- 1985 - Fágner - Semente
- 1986 - Fágner - Lua do Leblon
- 1987 - Romance no Deserto
- 1989 - O Quinze
- 1991 - Pedras que Cantam
- 1991 - Fágner en Español
- 1993 - Demais
- 1993 - Uma Noite Demais - Ao Vivo no Japão
- 1994 - Caboclo Sonhador
- 1995 - Retrato
- 1996 - Raimundo Fágner - Pecado Verde
- 1997 - Terral
- 1998 - Amigos e Canções
- 2000 - Ao Vivo
- 2001 - Fágner
- 2002 - Me Leve (ao vivo)
- 2003 - Fágner & Zeca Baleiro
- 2004 - Donos do Brasil
- 2007 - Fortaleza
- 2009 - Uma Canção no Rádio